# Хамлет
Вижте пояснителната страница за други значения на Хамлет.
„Трагедията на Хамлет, датски принц“ (на английски: The Tragical Historie of Hamlet, Prince of Denmarke) или просто „Хамлет“ е сред най-популярните трагедии на английския поет и драматург Уилям Шекспир. Написана между 1600 и 1602 (най-често е споменавана 1601) г. Това е най-дългата пиеса на Шекспир – в нея има 4042 реда и 29 551 думи.

## Място на действието
Действието се развива в замъка Елсинор, кралския двор на Кралство Дания.

## Действащи лица
- Хамлет – син на предишния крал и племенник на сегашния
- Клавдий – крал на Дания, чичо на Хамлет
- Призрак – призракът на стария крал, баща на Хамлет
- Полоний – съветник на краля
- Хорацио – приятел на Хамлет
- Лаерт – син на Полоний
- Гертруда – кралица на Дания и майка на Хамлет
- Офелия – любима на Хамлет и дъщеря на Полоний
- Гилденстерн – благородник
- Розенкранц – благородник
- Рейналдо – слуга на Полоний
- Фортинбрас – норвежки принц

Придворни:
- Волтиманд
- Корнелий
- Розенкранц
- Гилденстерн
- Озрик
- Благородник
- Свещеник

Офицери:
- Марцел
- Бернардо
- Франциско

## Сюжет
Внимание:  Текстът по-долу разкрива сюжета на произведението (или части от него)!
Първо действие започва със завръщането на принц Хамлет от Витенберг в Елсинор. Неговите верни приятели, Хорацио и Марцел, му съобщават новината, че една вечер, когато били на стража, видели призрака на неговия баща. За да се убеди в думите им, Хамлет решава да застане на пост с тях още същата вечер. Завръзката на трагедията е моментът, в който принцът среща духа на своя баща. Духът му разказва за ужасния начин, по който е бил отровен от собствения си брат, и Хамлет решава, че ще отмъсти за това жестоко убийство. Той взима решение оттук нататък да се престори на луд. Хамлет кара Хорацио и Марцел да се закълнат, че ще пазят тайната и няма да кажат на никого за станалото през нощта.
В началото на второ действие е представен диалог между Полоний и Рейналдо. Полоний му заръчва да проучи какъв е Хамлет и на какво се дължи лудостта му, като подхвърли на датчаните в Париж, които го познават, лъжи, които могат да го опозорят. Появява се Офелия, дъщеря на Полоний, която споделя на баща си за необичайната ѝ среща с Хамлет, което навежда Полоний на мисълта, че лудостта на датския принц се дължи на любовта му към Офелия. Действието продължава със сцена между краля, кралицата и приятелите на Хамлет – Розенкранц и Гилденщерн. Клавдий и Гертруда молят двамата придворни да останат за известно време при тях, за да разберат на какво се дължи лудостта на сина им. Влиза Полоний, който споделя на краля и кралицата своето мнение за причината за лудостта на принца. Сцената продължава с разговор между Хамлет и двамата придворни. Хамлет им споделя своите наблюдения за живота в Дания, как неговата държава се е превърнала в една тъмница, в едно неблагоприятно място за живеене. Те от своя страна му съобщават, че са довели в Елсинор любимата му актьорска трупа. Хамлет се радва на срещата с артистите и се уговаря с тях да изиграят следващата вечер пиесата „Убийството на Гонзаго“, като ги моли да включат в пиесата и няколко стиха, написани от него самия.
Трето действие започва с уж случайната среща между Офелия и Хамлет. В тази сцена Хамлет започва със запомнящ се монолог, в който говори за суровата действителност, в която живеят. Думите, които казва на Офелия, са жестоки, и тя все повече започва да мисли, че Хамлет е полудял. Кралят, скрит зад завесите, разбира каква е истинската причина за лудостта на неговия племенник и има опасение за последствията от тази лудост. Действието продължава с представлението на актьорите, с което Хамлет иска да провери дали думите на духа са били истина или е срещнал дявола, който е щял да го подтикне към ужасни действия. По време на представлението, когато актьорите, без да осъзнават, представят убийството на бившия крал на Дания, брат на Клавдий, чичото на Хамлет напуска по средата на пиесата, силно смутен. Хамлет и Хорацио осъзнават, че думите на духа са били истина. Датския принц бива повикан при майка си, защото тя иска да говори с него за станалото по време на пиесата. По време на разговора Хамлет неволно убива Полоний, скрит зад завесата, мислейки го за краля. Той признава на майка си, че лудостта му е престорена.
В началото на четвърто действие е представена сцена, в която Розенкранц и Гилденстерн разпитват Хамлет къде е скрил трупа на Полоний. Появява се кралят, който изпраща принца в Англия. Смъртта на Полоний довежда Офелия до лудост. Нейният брат Лаерт решава да отмъсти за лудостта на сестра си и убийството на баща си. В следващата сцена Хорацио получава писмо от Хамлет, с което принцът го моли незабавно да отиде при него, за да му разкаже за случилите се събития. Докато кралят и Лаерт кроят план за убийството на Хамлет, кралицата влиза силно разтревожена, защото красивата Офелия се е удавила в реката.
В пето действие е представено погребението на Офелия. Хамлет и Лаерт се сбиват над гроба ѝ. Датския принц получава писмо от краля, в което Клавдий му съобщава за облога, който е направил с Лаерт, и Хамлет се съгласява да участва в двубой срещу сина на Полоний. В дуела Лаерт използва сабя намазана с отрова, от която никой не може да се спаси. Докато гледа битката на сина си, кралицата изпива чаша с вино, в която е сипана отрова. Тя пада на земята и умира. Лаерт успява да промуши Хамлет, но сабята на Лаерт попада в принца и той също го ранява, след което пронизва и краля. Остава жив Хорацио, който обещава на датския принц да разкаже на всички за нещата, които са се случили в Елсинор. По-късно Фонтинбрас, краля на Норвегия, превзема Дания и заповядва да погребат Хамлет, който е щял да бъде достоен датски крал.